# Wereldkampioenschap dammen 1973 (match)

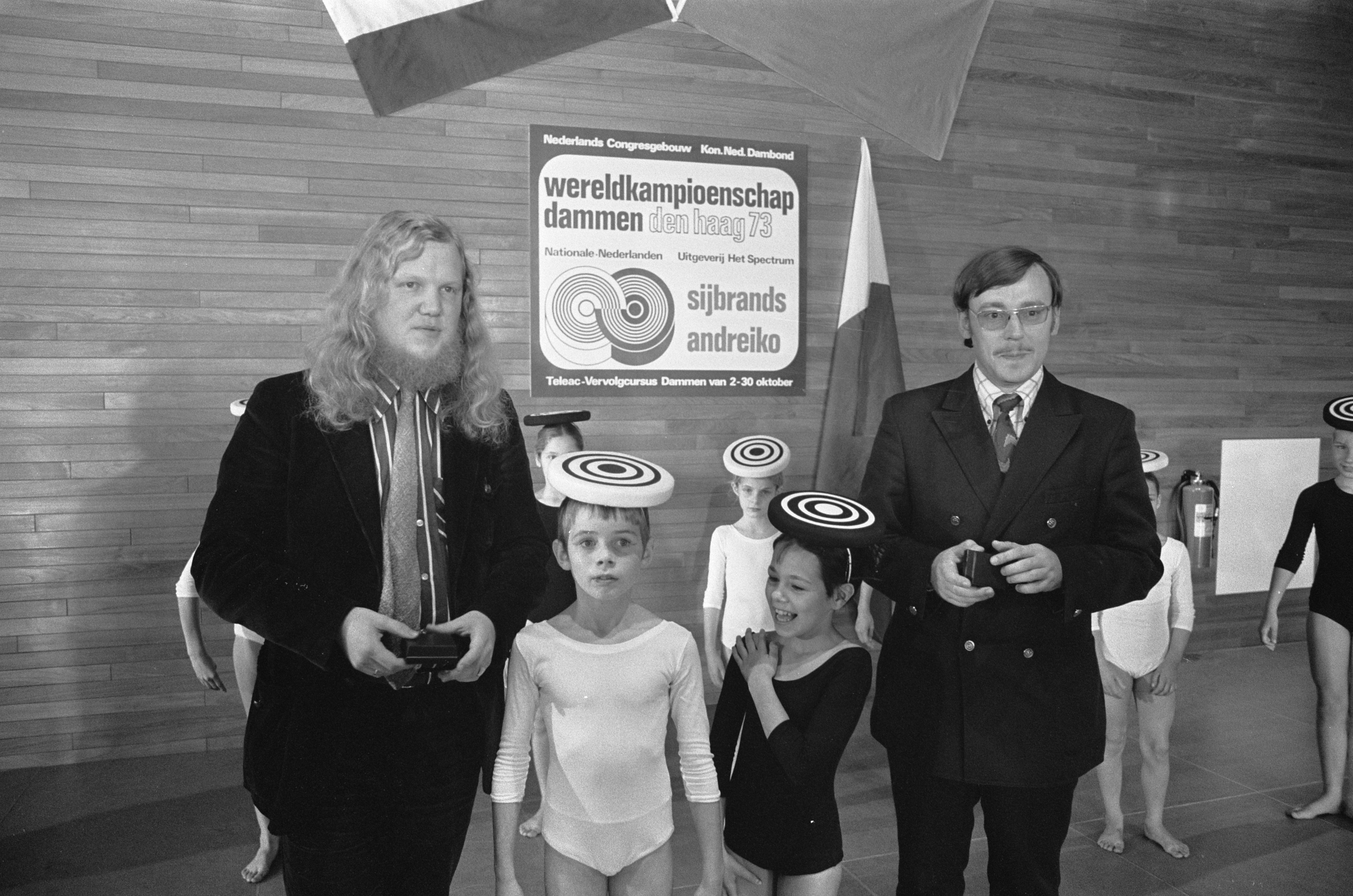
Sijbrands en Andreiko tijdens de loting voorafgaand aan de match.

De match om het wereldkampioenschap dammen 1973 werd van 2 t/m 30 oktober 1973 in Den Haag gespeeld door regerend wereldkampioen Ton Sijbrands en de door hem in 1972 onttroonde Andris Andreiko. 
De match bestond uit 20 partijen waarvan Sijbrands er 2 won en de overige partijen in remise eindigden. 
Sijbrands won de match dus met 22 - 18 en prolongeerde daarmee zijn wereldtitel. 

## Uitslagen
| Rang | Land | Naam            | 1 | 2 | 3 | 4 | 5 | 6 | 7 | 8 | 9 | 10 | 11 | 12 | 13 | 14 | 15 | 16 | 17 | 18 | 19 | 20 | punten |
| ---- | ---- | --------------- | - | - | - | - | - | - | - | - | - | -- | -- | -- | -- | -- | -- | -- | -- | -- | -- | -- | ------ |
| 1    | NED  | Ton Sijbrands   | 1 | 2 | 1 | 1 | 1 | 1 | 1 | 1 | 1 | 1  | 1  | 1  | 1  | 1  | 1  | 1  | 2  | 1  | 1  | 1  | 22     |
| 2    | URS  | Andris Andreiko | 1 | 0 | 1 | 1 | 1 | 1 | 1 | 1 | 1 | 1  | 1  | 1  | 1  | 1  | 1  | 1  | 0  | 1  | 1  | 1  | 18     |